# Musa Muhammed
Pour les articles homonymes, voir Mohammed.
Musa Muhammed Shehu, abrégé Musa Muhammed, né le 31 octobre 1996 à Kano, est un footballeur international nigérian. Il évolue au poste de défenseur droit au club du FK Željezničar Sarajevo en prêt d'İstanbul Başakşehir.

## Carrière

### En club
Musa Muhammed est prêté au FK Željezničar Sarajevo lors du mercato d'hiver 2017.

### En sélection
Musa Muhammed est capitaine dans les sélections U17 et U20. Il remporte la Coupe du Monde des moins de 17 ans en 2013 en inscrivant trois buts lors de la compétition dont le dernier but de la finale contre le Mexique sur un coup franc dans un succès 3-0. Avec les moins de 20 ans il remporte la CAN 2015 et termine meilleur buteur de la compétition. Malgré son poste de défenseur, il inscrit 4 buts, tous sur penalties. 
Musa Muhammed honore sa première sélection le 27 mai 2016 lors d'un match amical contre le Mali lors d'une victoire un à zéro.

## Palmarès
- Vainqueur de la Coupe du monde de football des moins de 17 ans en 2013 avec l'Équipe du Nigeria des moins de 17 ans de football
- Vainqueur de la Coupe d'Afrique des nations des moins de 20 ans en 2015 avec l'Équipe du Nigeria des moins de 20 ans de football

### Distinction personnelle
- Meilleur buteurs de la Coupe d'Afrique des nations junior 2015

Avec l’Équipe du Nigeria des moins de 20 ans de football
- L'équipe-type de la Coupe d'Afrique des nations junior 2015

## Statistiques
| Saison                | Club                           | Championnat           | Championnat | Championnat | Coupe(s) nationale(s) | Coupe(s) nationale(s) | Nigeria | Nigeria | Total | Total |
| Saison                | Club                           | Division              | M.          | B.          | M.                    | B.                    | M.      | B.      | M.    | B.    |
| 2015-2016             | İstanbul Başakşehir            | Süper Lig             | 0           | 0           | 5                     | 0                     | 2       | 0       | 7     | 0     |
| 2016-2017             | İstanbul Başakşehir            | Süper Lig             | 0           | 0           | 6                     | 0                     | 1       | 0       | 7     | 0     |
| 2016-2017             | FK Željezničar Sarajevo (prêt) | Premijer Liga         | 6           | 0           | 3                     | 0                     | -       | -       | 9     | 0     |
| 2017-2018             | PFK Lokomotiv Plovdiv (prêt)   | Prva Liga             | 16          | 0           | 7                     | 0                     | -       | -       | 23    | 0     |
| 2018-2019             | HNK Gorica (prêt)              | Prva HNL              | 26          | 1           | 0                     | 0                     | -       | -       | 26    | 1     |
| 2019-2020             | HNK Gorica                     | Prva HNL              | 31          | 0           | 3                     | 0                     | -       | -       | 34    | 0     |
| 2020-2021             | HNK Gorica                     | Prva HNL              | 23          | 0           | 4                     | 0                     | -       | -       | 27    | 0     |
| 2021-2022             | HNK Gorica                     | Prva HNL              | 6           | 0           | 1                     | 0                     | -       | -       | 7     | 0     |
| Sous-total            | Sous-total                     | Sous-total            | 86          | 1           | 8                     | 0                     | -       | -       | 94    | 1     |
| Total sur la carrière | Total sur la carrière          | Total sur la carrière | 108         | 1           | 29                    | 0                     | 3       | 0       | 140   | 1     |